# Коттенхайм
Коттенхайм (нем. Kottenheim) — община в Германии, в земле Рейнланд-Пфальц. 
Входит в состав района Майен-Кобленц. Подчиняется управлению Фордерайфель.  Население составляет 2772 человека (на 31 декабря 2010 года). Занимает площадь 6,07 км².